# سیارک ۸۰۷۲
سیارک ۸۰۷۲ (به انگلیسی: 8072 Yojikondo، نامگذاری:1981GO1) هشت هزار و هفتاد و دومین سیارک کشف شده‌است که در ۱ آوریل ۱۹۸۱ کشف شد.
قدر مطلق سیارک برابر ۱۵٫۰۰ است.